# Ruột thừa
Ruột thừa là một thành phần bên trong cơ thể, có hình con giun dài từ 3 – 13 cm, mở vào manh tràng qua lỗ ruột thừa được đậy bởi một van. Ruột thừa do phần đầu của manh tràng bị thoái hóa.

## Vị trí
Dính với phần đầu manh tràng của ruột già, cách phía dưới góc hồi manh tràng(góc tạo bởi manh tràng, hồi tràng của ruột non) khoảng 2–3 cm. Ruột thừa có gốc tại điểm hội tụ của 3 dải cơ dọc trên ruột già. là điểm giữa của đoạn thẳng nối từ gai chậu trước trên và rốn(1/3 ngoài và 2/3 trong).

## Chức năng

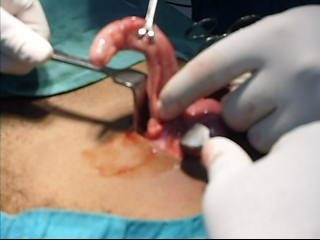
Mổ ruột thừa

Quan niệm xưa nay cho rằng ruột thừa chẳng có chức năng gì cho cơ thể cả, thậm chí là có hại, nhiều người không ngần ngại đòi cắt trước cho "nhẹ lòng", nhưng theo những nghiên cứu gần đây, 2 nhà khoa học William Parker và Randal Bollinger thuộc trường Đại học Duke (North Carolina, Hoa Kỳ) cho thấy ruột thừa có vai trò nhất định thậm chí rất quan trọng trong hệ tiêu hóa. Trong hệ thống ống tiêu hóa, có lớp màng vi khuẩn có lợi sống cộng sinh và nắm vai trò thiết yếu trong việc lên men thức ăn, tổng hợp vitamin... và theo quan sát, nhận thấy rằng số lượng vi khuẩn này sẽ giảm dần từ ruột thừa trở đi. Như vậy, ruột thừa là nguồn dự trữ vi khuẩn có ích cho tiêu hóa. Đặc biệt, trong trường hợp tiêu chảy nặng, hệ tiêu hóa bị "thất thoát" một lượng lớn vi khuẩn có ích, sự "chi viện" từ ruột thừa là vô cùng cần thiết để lập lại trật tự, tránh việc các vi khuẩn gây hại lợi dụng xâm nhập.

## Những bệnh về ruột thừa thường gặp
Viêm ruột thừa
là tình trạng viêm của ruột thừa, viêm ruột thừa là do lỗ thông giữa ruột thừa và manh tràng bị tắc nghẽn. Hiện tượng tắc nghẽn này là do tích tụ nhiều chất dịch nhầy trong lòng ruột thừa hoặc do phân từ manh tràng đi vào ruột thừa. Chất nhầy hay phân trở nên cứng, giống như đá và làm tắc nghẽn lỗ thông. Hiện tượng phân cứng như đá được gọi là "sỏi phân".